# Glyphocrangonidae
Glyphocrangonidae é uma família de crustáceos pertencentes à ordem Decapoda.
Géneros:
- Armacrangon Charbonnier, Audo, Garassino & Hyžný, 2017
- Gladicrangon Charbonnier, Audo, Garassino & Hyžný, 2017
- Glyphocrangon Milne-Edwards, 1881